# グランドパス65 (西鉄バス)
グランドパス65（グランドパスろくじゅうご）は、西日本鉄道（西鉄）グループのバス事業で共通して導入されている、65歳以上の高齢者を対象とした定額式定期割引乗車券である。

## 概要
2000年9月に増収策として導入された。65歳以上の高齢者が対象で、年齢を示す公的証明書を提示することにより65歳以上であれば誰でも購入することができる。西鉄およびグループ各社の一般路線バスが全線乗り放題であるほか、特急バス全線および一部の短距離高速バス路線（福岡県内路線など）に通常運賃の半額で乗車することができる。
価格は1か月用が6,000円、3か月用が13,000円、6か月用が23,000円、1年用が42,000円である。また、65歳の誕生日の前後1か月以内の人のみに発売する誕生日券（4,000円、1か月）もある。nimocaに搭載する形をとっており、新規発行の際にnimocaを所持していない場合、nimocaの新規発行のためのデポジットとして別途500円が徴収される。子や孫といった同乗者の分や、本人が高速・特急路線に乗った際の運賃精算などはnimocaのストアードフェアを利用して自動精算される。
このほか、贈答用として、有効期間内であれば随時「グランドパス65」と引き換えられるギフト券がある（通常券と同価格、有効期間3年）。
北九州地区では、西鉄バス北九州が同社エリア限定の「得パス」を出しているが、「得パス」3か月分の料金よりも「グランドパス65」半年分の料金のほうが安価である。このため西鉄では、北九州地区でも高齢者に対しては「得パス」ではなく、「グランドパス65」のほうを売るようにしている。
発売枚数は2010年7月末現在60,091人。

## 歴史
- 2000年9月13日 発売開始[2]。
- 2000年9月15日 通用開始。
  - 発売当初は紙券であり、内容も西鉄本体・グループ会社の一般路線乗り放題のみで、高速バス・特急バスには乗車できなかった。
  - 価格は1か月用が5,000円、3か月用が10,000円、6か月用が19,000円、1年用が36,500円[3]であった。
- 2004年3月1日 西鉄グループの一部高速・特急バス路線の運賃が半額になる「スーパーグランドパス65」を発売。3か月券（13,000円）のみ。
- 2008年4月1日 価格改定。現行価格となる。
  - 「スーパーグランドパス65」を廃止。
  - 「グランドパス65」で高速・特急バス路線の運賃が半額で利用できるようになった。
- 2009年11月9日 新規・更新分をnimocaに転換。
- 2010年9月6日 ギフト券を発売開始。
- 2010年10月1日 誕生日券を発売開始。
- 2014年10月1日 1年間限定で、西鉄電車の運賃半額をポイントバックするキャンペーンを実施（後述）
- 2024年1月20日 運賃改定。合わせて、75歳以上の場合はさらに割引となるグランドパス75を発売開始[4]。

## 利用対象

### 利用対象事業者
以下の西鉄グループの事業者が運行する一般路線バスで利用できる。但し、コミュニティバスなどは利用不可。
- 西日本鉄道自動車事業本部
- 西鉄バス北九州
- 西鉄バス筑豊
- 西鉄バス宗像
- 西鉄バス二日市
- 西鉄バス久留米
- 西鉄バス大牟田
- 西鉄バス佐賀
- 日田バスのうち各停杷木線

### 運賃半額対象の高速バス路線
★印の路線においては西鉄グループ以外の事業者が運行する便でも利用可能。
- 福岡 - 北九州線
- 福岡 (天神) - 津田・苅田・行橋線（西鉄バス北九州）
- 福岡 (天神) - 直方線（西鉄バス筑豊）
- わかくす号（西鉄バス佐賀）
- 福岡空港 - 佐賀線（西鉄バス佐賀）
- ひた号（西鉄・日田バス）
- ★させぼ号（西鉄・西肥自動車）[5]
- ★ひのくに号（西鉄・九州産交バス[6]）
- ★ふくふく天神号（西鉄・サンデン交通）
- 北九州空港エアポートバス（西鉄バス北九州）
- 福岡空港 - 久留米線（西鉄バス久留米）
- 福岡空港 - 大牟田・荒尾線（西鉄バス大牟田）（運行休止中）

### 西鉄電車でのポイント付加サービス
西鉄の2014年度事業計画に「鉄道とバスの連携促進」として、グランドパス65所持者に対する電車運賃の割引サービスの導入検討が挙げられていたが、同年10月1日より2017年9月30日まで（当初は2015年9月末までだったが、期間が延長されている）のキャンペーンとして、グランドパス65を搭載したnimocaで本人が西鉄電車に乗ると、乗車から4日以内に運賃の半額分のポイントを付与するサービスを行っている。なお、nimocaで改札を通過した場合のみ対象となり、同乗者など乗車券を購入する場合は対象外となる。

## 利用方法
- 乗車時は、通常のnimoca利用と同様nimocaリーダーに音が鳴るまでカードをタッチする。
- 降車時は、運転士に写真票を見せてから、運賃箱のnimocaリーダーに音が鳴るまでカードをタッチする。
  - ちなみに、正常受付時の音は大きく「通常回数券」「通常定期券」「小児nimoca」「グランドパス65」の4種類に分かれており、運転士が音で判別できるようになっている。「グランドパス65」の場合は高齢者の聴覚特性に配慮して低音からの階調になっている。
- 同乗者の運賃を同時に精算する場合は、カードタッチ前に「グランドパス」利用者本人の存在と、同時に運賃を精算する同乗者の人数を分けて運転士に申告する必要がある。申告漏れの場合、誤って「グランドパス」利用者についても運賃を引かれる場合がある。